# سن-ژوس-تان-نود
شهر سن-ژوس-تان-نود (به فرانسوی: Saint-Josse-ten-Noode) در شهرستان بروسل در منطقه بروکسل در کشور بلژیک واقع شده‌است.